# Нанкпёх
Нанкпёх (устар. «Пёсль-Нана») — река в России, протекает по территории Пуровского района в Ямало-Ненецком автономном округе. Начинается на юге Пуровского района, на границе с Ханты-Мансийским автономным округом, в 2 километрах к юго-западу от озера Тету-Мамонтяй. Протекает по лесистой местности, преобладающие древесные породы — сосна, берёза, кедр. В нижнем течении протекает по западной окраине города Ноябрьска. Устье реки находится в 72 км по левому берегу реки Ханаяха к северу от озера Ханто. Длина реки составляет 32 км.

## Данные водного реестра
По данным государственного водного реестра России, относится к Нижнеобскому бассейновому округу, водохозяйственный участок реки — Пур, речной подбассейн отсутствует. Речной бассейн реки — Пур.
По данным геоинформационной системы водохозяйственного районирования территории РФ, подготовленной Федеральным агентством водных ресурсов:
- Код водного объекта в государственном водном реестре — 15040000112115300055240
- Код по гидрологической изученности (ГИ) — 115305524
- Код бассейна — 15.04.00.001
- Номер тома по ГИ — 15
- Выпуск по ГИ — 3

## Хозяйственное значение
Река частично питает водохранилище Ноябрьской ПГЭС.  